# Ivan Gundulić
Ivan Dživo Franov Gundulić (italsky: Giovanni Francesco Gondola; 8. ledna 1589 Dubrovník – 8. prosince 1638 Dubrovník) je jedním z nejslavnějších chorvatských barokních básníků. Byl ovlivněn italskou pozdně renesanční lyrikou (Torquato Tasso). Jeho nejslavnější dílo je epos Osman.

## Život
Ivan Gundulić se narodil v Dubrovníku do šlechtické rodiny Gondola jako syn Francesca di Francesco Gunduliće, dubrovnického senátora a diplomata, který zastupoval republiku nejprve u osmanského dvora a později i u papežského stolce (za pontifikátu papeže Řehoře XIII.). V mládí se Ivanovi dostalo vynikajícího vzdělání a po studiu římského práva zastával několik úřadů ve Velké radě Republiky Dubrovník.
Ve svých třiceti letech se oženil s Nicoletou Sorkočevićovou, se kterou se mu narodili tři synové, Frano (Francesco), Matheo (Mato) a Šiško (Segismondo), a dvě dcery, Maria (Mara) Gondola a Dziva (Giovanna). Frano Đivo Gundulić se později dal na vojenskou dráhu a bojoval mimo jiné jak ve vojsku Albrechta z Valdštejna, tak při osvobozování Vídně r. 1683.

## Dílo
Gundulić zpočátku psal nebo přepracovával veselé pastýřské hry se zpěvy, převážně na základě italských překladů: Diana, Galatea, Milované obětiště, Armida, Ceres, Únos Proserpiny, Kleopatra, Adonis, Ariadna aj. Tyto hry se s úspěchem hrály v Dubrovníku již roku 1615. Jen čtyři se zachovaly v rukopisech.

### Dubravka
Dubravka je mytologicko-pastorální hra z roku 1628, nejslavnější, kterou kdy Gundulić napsal. Hra oslavuje nejenom Dubrovnickou republiku, ale má i tradiční pastorální námět, kde se střetávají morální a citové protiklady: svoboda/otroctví, krása/ošklivost, pravda/lež. Dubravka je dnes považována za jedno ze základních děl chorvatské literatury.

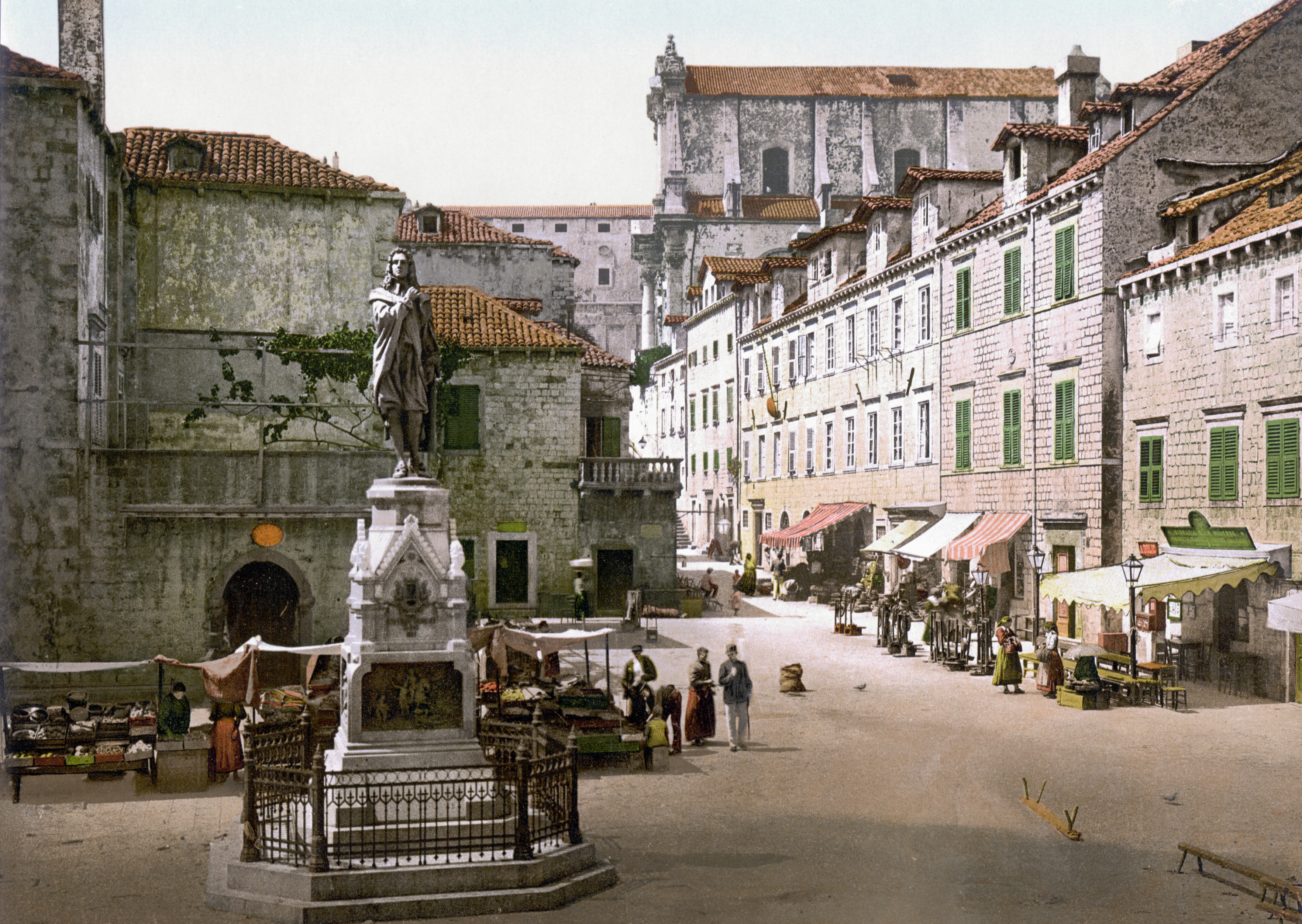
Pomník Ivana Gunduliće v Dubrovníku

### Osman
Osman je hrdinský epos, který je nejslavnějším dílem starší chorvatské literatury. Děj je zasazen do Gundulićovy současnosti, tedy do doby polsko-turecké války (1620–1621). Hlavní epická linka (historická porážka Osmanů v boji proti Polsko-litevskému soustátí, následná vzpoura janičářů a poprava mladého sultána) se prolíná s lyrickým popisem krajin, kterými hrdinové eposu projíždějí (cesta Kazlara Agy po Malé Asii, Řecku a Srbsku, jejímž účelem je shromažďovat dívky pro sultánův harém; cesta velvyslance Ali paši do Polska přes Bulharsko, Srbsko a Moldávii) i s tématem křesťansko-mytologickým (scéna v křesťanském podsvětí, Luciferův plán zmařit Vladislavovy triumfy).

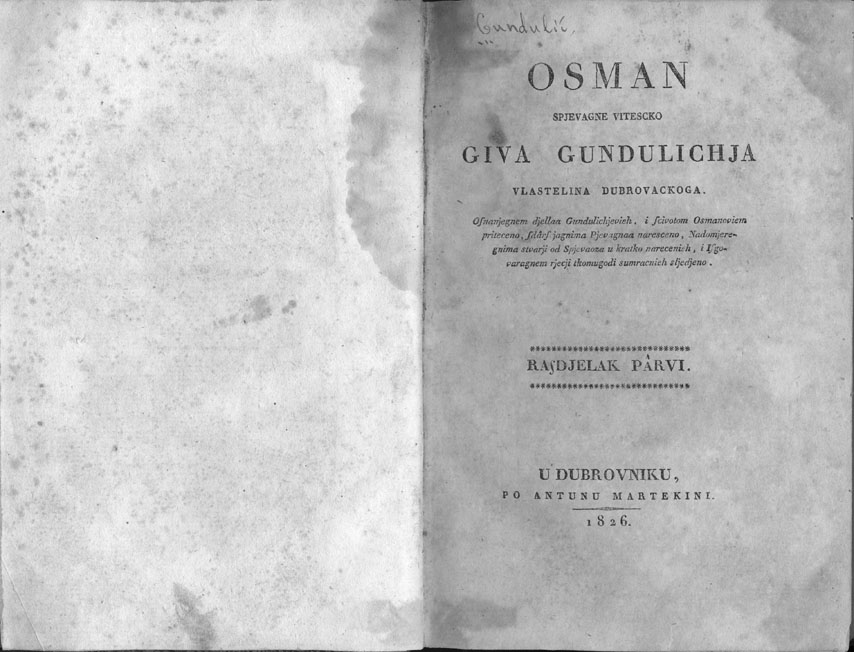
Gundulić, Ivan. Osman (1826)

## Ocenění
Portrét Ivana Gunduliće je vyobrazen na chorvatské bankovce s hodnotou 50 kuna.